# Жуан Серран
Жуан Родрігіш Серран (порт. João Rodrigues Serrão; пом. травень 1521, о. Себу, Філіппіни), також відомий як Хуан Родрігес Серрано (ісп. Juan Rodríguez Serrano), — португальський та іспанський штурман і дослідник. Брав участь у четвертій та сьомій португальських Індійських армадах в 1502 – 1511 роках, які забезпечили португальцям контроль над Індійським океаном і Малаккською протокою, але найбільш відомий своєю участю в експедиції Фердинанда Магеллана до Островів прянощів в 1519 – 1521 роках для короля Іспанії Карла I, яка відкрила шлях навколо Південної Америки до Тихого океану та започаткувала присутність Іспанії на Філіппінах. Серран та Дуарте Барбоза стали керівниками експедиції після смерті Магеллана в битві при Мактані, але не дожили до завершення навколосвітнього плавання, що відбулось під керівництвом Елькано. Вони обидва були вбиті невдовзі після цього під час різанини іспанців їхнім новонаверненим союзником Хумабоном, раджею Себу.

## Ім'я
В англійських джерелах більш поширений варіант João Rodrigues Serrão — португальська форма іспанського імені Juan Rodríguez Serrano, хоча Антоніо Пігафетта, венецієць, який супроводжував експедицію Магеллана і згодом написав звіт про його подорож, вважав Серрана іспансцем.

## Біографія
Серран народився у Фрісіналі (нині Фрегеналь-де-ла-Сьєрра), Бадахос, у прикордонній зоні, яка довгий час була суперечкою між Португалією та Іспанією. Він був братом або двоюрідним братом Франсішку Серрана.

Як і Магеллан, першу частину свого життя Жуан Серран служив португальському королю Мануелю I. Він служив штурманом каравели в Четвертій Індійській армаді під керівництвом Васко де Гама в 1502 році. Разом з Магелланом і своїм родичем Франсішку Серраном він також брав участь у Сьомій Індійській армаді під проводом Франсіско де Алмейда в 1505 році. У цій експедиції він був капітаном каравели Botafogo. Серран і Магеллан також брали участь у португальському завоюванні Малакки під керівництвом Афонсу де Албукеркі в 1511 році.

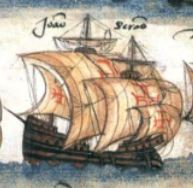
Botofogo, корабель Серрана в 7-й Індійській армаді (1505), з Livro de Lisuarte

Згодом Франсішку залишився в Ост-Індії та написав описи місцевості Жуану та Магеллану. Опинившись в опалі у португальського двору і вважаючи, що інформація Франсішку свідчить про те, що Острови Прянощів (нині острови Індонезії Малукські острови) належать до іспанської півкулі, створеної Тордесільясським договором, Магеллан звернувся до молодого іспанського короля Карла I (згодом імператор Карл V Священної Римської імперії) для фінансування. Коли це було дозволено, Серран приєднався до Магеллана як один із капітанів його експедиції.

Під час переходу через Атлантику в 1519 році Серрао був капітаном Santiago. Після спроби заколоту, яка призвела до страти або втечі трьох інших капітанів, він згодом командував Concepción під час переходу через Тихий океан у 1520 році. Магеллан сподівався зустрітися з Франсішку Серраном, коли прибув на Острови прянощів, але після першої меси на Філіппінах він був убитий у битві біля Мактану 1521 року, намагаючись зміцнити владу свого новонаверненого союзника Хумабона, раджі з Себу. Після його смерті Серран разом із зятем Магеллана Дуарте Барбозою став керівником експедиції. Фернанду помер незабаром після цього на Тернате, також через свою участь у місцевій політиці, можливо в результаті отруєння.

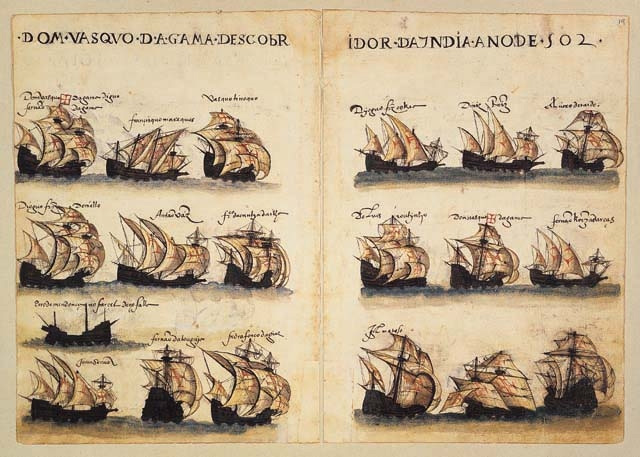
Четверта Індійська Армада (1502) з бл. 1565 Livro de Lisuarte de Abreu

Заповіт Магеллана передбачав звільнення його малайського раба Енріке. Або Барбоза, або Барбоза та Серран разом відмовилися виконувати це положення, вважаючи за краще залишити Енріке своїм малайським перекладачем до кінця місії та повернути його пізніше до Португалії як власність вдови Магеллана Беатріс Барбози. Згодом  —  ймовірно, але не напевно, завдяки Енріке  —  Хумабон убив іспанське керівництво на бенкеті на Себу 1 травня 1521 року та вигнав їх зі своїх земель, при цьому Енріке вижив і врятувався від полону. Серран також вижив у початковій пастці та дістався пляжу острова, де закликав людей, які все ще були на човні, про порятунок. Жуан Лопіш Карвалью, який став керівником експедиції в цей момент, побоювався, що себуанці використовували Серрана лише як приманку, щоб заманити більше людей до різанини, і наказав своїм людям не йти до берега. Серран, здається, був знову захоплений і вбитий незабаром після цього.

## Зовнішні посилання
- Works by Juan Serrano на Проєкті «Гутенберг»
- Works by or about João Serrão на Internet Archive